# William John Knight

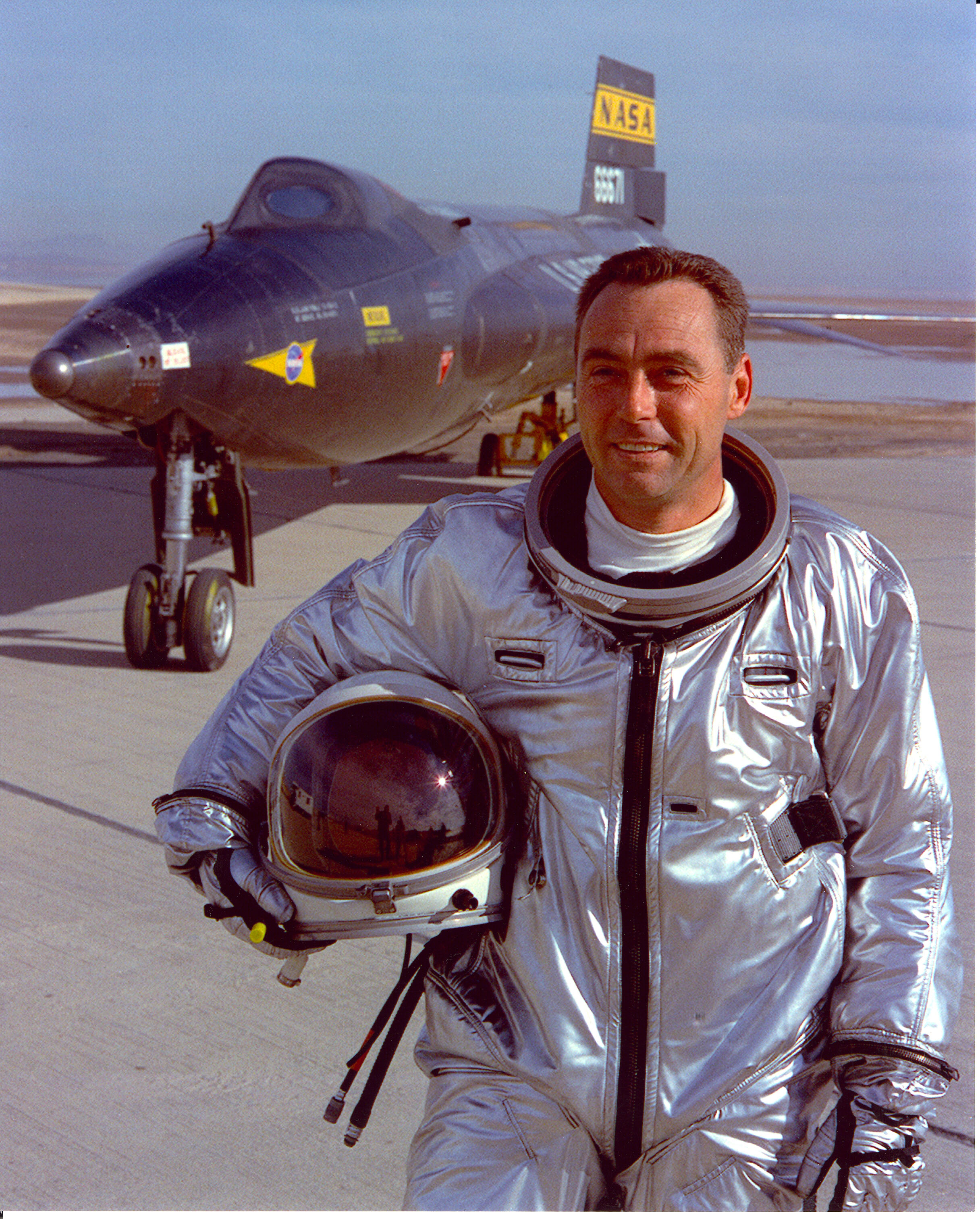
Pete Knight vor einer X-15 (1967)

William John "Pete" Knight (* 18. November 1929 in Noblesville, Indiana; † 7. Mai 2004 in Duarte, Kalifornien) war ein US-amerikanischer Testpilot und Politiker. Mit 7274 km/h, aufgestellt mit einer North American X-15, hält er den Geschwindigkeits-Weltrekord für ein bemanntes Flugzeug.

## Leben

### Pilot der Air Force
Knight trat 1951 in die US-Luftwaffe ein. Dort wurde er bis 1953 zum Piloten ausgebildet. Nachdem er 1958 ein Studium an der Air Force Institute of Technology als "Bachelor of Science in Aeronautical Engineering" abgeschlossen hatte, ging er an die Testpilotenschule auf der Edwards Air Force Base, die er noch im gleichen Jahr abschloss. Anschließend arbeitete er auf der Edwards AFB als Testpilot für die Typen F-100, F-101, F-104, T-38 und F-5.
Im April 1960 gehörte er zu den sieben Piloten, die für den geplanten Luftwaffen-Raumgleiter Dyna-Soar ausgewählt wurden. Das Projekt wurde 1963 eingestellt, ohne dass es zu einem Flug gekommen war. Knight beendete jedoch die Ausbildung an der neuen Aerospace Research Pilot School.
Knight wechselte 1964 in das X-15-Projekt, in dem Luftwaffe und NASA gemeinschaftlich ein Raketenflugzeug testeten. Seinen ersten Flug führte er am 30. September 1965 durch.
Am 29. Juni 1967 versagte während des Steigflugs die komplette Elektrik der X-15. Knight stieg bis auf 173.000 ft (ca. 52.700 m) und landete auf Sicht im Gleitflug, wofür er später mit dem Distinguished Flying Cross ausgezeichnet wurde. Bei einem weiteren Flug erreichte Knight am 3. Oktober 1967 die Rekordgeschwindigkeit von 7273 km/h (Mach 6,7). Da der Flug nicht vom internationalen Luftsportverband FAI registriert wurde, ist der Geschwindigkeitsrekord nicht offiziell. Am 17. Oktober 1967 stieg Knight mit der X-15 auf eine Höhe von 85500 m. Nach Definition der US-Luftwaffe überschritt er damit die Grenze zum Weltraum und wurde mit Astronautenschwingen ausgezeichnet. Knight führte insgesamt 16 Flüge mit der X-15 durch, den letzten am 13. September 1968.
Nachdem das X-15-Projekt beendet wurde, flog Knight 253 Kampfeinsätze im Vietnamkrieg, danach wurde er Test-Direktor für die F-15 auf der Wright-Patterson Air Force Base. Später wurde er dort Leiter des Fighter Attack System Program Office. 1979 wurde er zum Leiter des Air Force Flight Test Center auf der Edwards AFB ernannt, wo er immer noch als aktiver Testpilot die F-16 flog. Knight schied 1982 im Rang eines Obersts aus der Air Force aus.

### Politische Karriere
Als Mitglied der Republikaner wurde Knight 1984 in den Stadtrat der Großstadt Palmdale gewählt und wurde 1988 dort Bürgermeister. 1992 wurde er in die California State Assembly gewählt, 1996 in den Senat von Kalifornien.
Knight war der Verfasser der Proposition 22, einem Zusatz zum Familiengesetz in Kalifornien, dass eine gleichgeschlechtliche Ehe in Kalifornien ungültig und nicht anerkannt sei. Bei der Volksabstimmung am 7. März 2000 stimmten 61,4 % für die Gesetzesänderung. Brisanz hatte die Diskussion auch durch Knights homosexuellen Sohn David erhalten, der erklärte, dass nach seinem Coming-out sein Vater den Kontakt mit ihm abgebrochen hätte.

## Privates
Knight war verheiratet und hatte drei leibliche Söhne und vier Stiefsöhne. Er verstarb am 7. Mai 2004 an Leukämie.

## Ehrungen
Unter anderem erhielt Knight folgende militärische Auszeichnungen:
- Legion of Merit
- Distinguished Flying Cross
- Air Medal
- Aufnahme in die National Aviation Hall of Fame
- Aufnahme in den Aerospace Walk of Honor
- Aufnahme in die International Space Hall of Fame[8]

In Palmdale ist die Knight High School nach ihm benannt.
2012 wurde der Asteroid (8030) Williamknight nach ihm benannt.